# David Caruso
David Stephen Caruso (ur. 7 stycznia 1956 w Forest Hills Gardens w Nowym Jorku) – amerykański aktor filmowy i telewizyjny. Występował w roli porucznika Horatio Caine’a z serialu CSI: Kryminalne zagadki Miami.
Jest dzieckiem włosko-amerykańskiego ojca i irlandzko-amerykańskiej matki. Uczęszczał do Archbishop Molloy High School w Briarwood, Queens, New York. Po jej skończeniu przeniósł się z Queens na Manhattan, gdzie imał się różnych zajęć. W 1978 roku przeniósł się do Los Angeles. W 1980 roku dostał swoją pierwszą rolę aktorską w „Without Warning”, a 1981 można było go zobaczyć w telewizji. Grał między innymi w takim telewizyjnym filmie jak „Crazy times”. Jednak jego większą rolą była ta w serialu „For Love and Honour”. Przełom nastąpił w 1993 roku, kiedy zagrał detektywa Johna Kelly’ego w „NYPD Blue”. Opuścił on jednak serial w wyniku nieporozumienia z producentem. Po tym wydarzeniu grał m.in. w „Jade” i „Gold coast”. Miał także swój własny serial telewizyjny „Michael Hayes”. W 2002 roku przeniósł się do Miami, na Florydzie. Następnie zagrał w popularnym serialu „CSI: Kryminalne zagadki Miami”.

## Filmografia
- Getting Wasted (1980) jako Danny
- Without Warning (1980) jako Tom
- Crazy Times (1981) jako Bobby Shea
- Posterunek przy Hill Street (Hill Street Blues, 1981-1987) jako Tommy Mann (1981-1983)
- Oficer i dżentelmen (Officer and a Gentleman, An, 1982) jako Topper Daniels
- Rambo – Pierwsza krew (First Blood, 1982) jako Mitch
- For Love and Honor (1983) jako Rusty
- The First Olympics: Athens 1896 (1984) jako James Connolly
- Złodziej serc (Thief of Hearts, 1984) jako Buddy Calamara
- Crime Story (1986) jako Johnny O’Donnell
- Blue City (1986) jako Joey Rayford
- Czwarta Rzesza (Into the Homeland, 1987) jako Ryder
- Chinka (China Girl, 1987) jako Mercury
- Bliźniacy (Twins, 1988) jako Al Greco
- Śledztwo na Rainbow Drive (Rainbow Drive, 1990) jako Larry Hammond
- Król Nowego Jorku (King of New York, 1990) jako Dennis Gilley
- Parker Kane (1990) jako Joey
- H.E.L.P. (1990) jako oficer Frank Sordoni
- Misja Rekina (Mission of the Shark: The Saga of the U.S.S. Indianapolis, 1991) jako Wilkes
- Hudson Hawk (1991) jako Kit Kat
- Nowojorscy gliniarze (NYPD Blue, 1993-2005) jako detektyw John Kelly (1993-1994)
- Dziewczyna gangstera (Mad Dog and Glory, 1993) jako Mike
- Judgment Day: The John List Story (1993) jako Bob Richland
- Jade (1995) jako David Corelli
- Pocałunek śmierci (Kiss of Death, 1995) jako Jimmy Kilmartin
- W złotej klatce (Gold Coast, 1997) jako Maguire
- Chłód serca (Cold Around the Heart, 1997) jako Ned Tash
- Prawnik z Manhattanu (Michael Hayes, 1997-1998) jako Michael Hayes
- Wyliczanka (Body Count, 1998) jako Hobbs
- W świetle dowodów (Deadlocked, 2000) jako Ned Stark
- Dowód życia (Proof of Life, 2000) jako Dino
- Dziewiąta sesja (Session 9, 2001) jako Phil
- Miasteczko Black Point (Black Point, 2001) jako John Hawkins
- CSI: Kryminalne zagadki Miami (CSI: Miami, 2002) jako porucznik Horatio Caine